# Texas Legends 2015-2016
La stagione 2015-16 dei Texas Legends fu la 9ª nella NBA D-League per la franchigia.
I Texas Legends arrivarono terzi nella Southwest Division con un record di 23-27, non qualificandosi per i play-off.

## Roster
| N° | Naz.                     | Ruolo | Sportivo              | Anno | Alt. | Peso |
| -- | ------------------------ | ----- | --------------------- | ---- | ---- | ---- |
| 0  | Stati Uniti (bandiera)   | G     | Tu Holloway           | 1989 | 183  | 85   |
| 5  | Stati Uniti (bandiera)   | A     | Allen Durham          | 1988 | 198  | 107  |
| 6  | Stati Uniti (bandiera)   | GA    | Chris Douglas-Roberts | 1987 | 201  | 91   |
| 7  | Stati Uniti (bandiera)   | GA    | Josh Childress        | 1983 | 203  | 95   |
| 8  | Stati Uniti (bandiera)   | G     | Thomas Bropleh        | 1991 | 196  | 92   |
| 8  | Stati Uniti (bandiera)   | G     | Steven Pledger        | 1990 | 193  | 102  |
| 9  | Stati Uniti (bandiera)   | G     | Toure' Murry          | 1989 | 196  | 88   |
| 11 | Stati Uniti (bandiera)   | G     | Patrick Miller        | 1992 | 185  | 86   |
| 13 | Stati Uniti (bandiera)   | A     | Jamil Wilson          | 1990 | 201  | 104  |
| 15 | Stati Uniti (bandiera)   | G     | Bobby Ray Parks       | 1993 | 193  | 93   |
| 20 | Stati Uniti (bandiera)   | GA    | Justin Anderson       | 1993 | 198  | 103  |
| 20 | Stati Uniti (bandiera)   | G     | Sherron Collins       | 1987 | 180  | 93   |
| 20 | Stati Uniti (bandiera)   | G     | Melvin Johnson        | 1990 | 198  | 76   |
| 21 | Stati Uniti (bandiera)   | A     | Brandon Ashley        | 1994 | 206  | 104  |
| 23 | Stati Uniti (bandiera)   | A     | Justin Martin         | 1990 | 198  | 93   |
| 23 | Stati Uniti (bandiera)   | AC    | Justin Reynolds       | 1988 | 206  | 107  |
| 24 | Stati Uniti (bandiera)   | GA    | Bo Barnes             | 1990 | 193  | 86   |
| 24 | Stati Uniti (bandiera)   | G     | Andre Dawkins         | 1991 | 193  | 93   |
| 24 | Stati Uniti (bandiera)   | G     | Cam Griffin           | 1993 | 191  | 86   |
| 24 | Stati Uniti (bandiera)   | G     | Manny Harris          | 1989 | 196  | 84   |
| 25 | Stati Uniti (bandiera)   | A     | Jeremy Evans          | 1987 | 206  | 91   |
| 32 | Sudan del Sud (bandiera) | A     | Deng Deng             | 1992 | 203  | 98   |
| 32 | Tunisia (bandiera)       | C     | Salah Mejri           | 1986 | 218  | 111  |
| 41 | Stati Uniti (bandiera)   | C     | Ronnie Aguilar        | 1987 | 213  | 113  |
| 41 | Stati Uniti (bandiera)   | A     | Allen Durham          | 1988 | 198  | 107  |
| 50 | Nigeria (bandiera)       | AC    | Micheal Eric          | 1988 | 211  | 109  |
| 52 | India (bandiera)         | C     | Satnam Singh          | 1995 | 218  | 132  |

## Staff tecnico
- Allenatore: Nick Van Exel
- Vice-allenatori: Walter Pitts, Donnie Boyce, DeSagana Diop
- Preparatore atletico: Jackie Fisher